# 7. domobranski pehotni polk (Avstro-Ogrska)
Za druge 7. polke glejte 7. polk.
7. domobranski pehotni polk (izvirno nemško k.k. Landwehr Infanterie Regiment Nr. 7; dobesedno slovensko: Cesarsko-kraljevi deželnobrambovski pehotni polk št. 7) je bil pehotni polk avstro-ogrskega Domobranstva.

## Zgodovina
Polk je bil ustanovljen leta 1889. 

### Prva svetovna vojna
Polkovna narodnostna sestava leta 1914 je bila sledeča: 60% Čehov, 30% Nemcev in 10% drugih.
Naborni okraj polka je bil v Pilsnu, Beraunu in Piseku, pri čemer so bile polkovne enote garnizirane v Pilsnu.
Med prvo svetovno vojno se je polk bojeval tudi na soški fronti.

## Poveljniki polka
- 1898: Wilhelm Schleif[3]
- 1914: Franz Sappe[1]